# Sarada superba
Espèce
Sarada superba est une espèce de sauriens de la famille des Agamidae.

## Répartition
Cette espèce est endémique du Maharashtra en Inde. Elle se rencontre à Chalkewadi dans le district de Satara entre 1 100 et 1 300 m d'altitude dans les Ghâts occidentaux.

## Description
Les mâles mesurent de 59,5 à 75,7 mm de longueur standard et les femelles de 53,2 à 64,3 mm.

## Publication originale
- Deepak, Giri, Asif, Dutta, Vyas, Zambre, Bhosale & Karanth, 2016 : Systematics and phylogeny of Sitana (Reptilia: Agamidae) of Peninsular India, with the description of one new genus and five new species. Contributions to Zoology, vol. 85, no 1, p. 67-111 (texte intégral).